# Karel Lamač
Karel Lamač (ur. 27 stycznia 1897 w Pradze, zm. 2 sierpnia 1952 w Hamburgu) – czeski reżyser, aktor, scenarzysta i producent filmowy. W latach 1919–1953 wyreżyserował 102 filmy. Występował także w 61 filmach w latach 1919–1938.
Zmarł w Hamburgu po ciężkiej chorobie wątroby i nerek. Został pochowany na tamtejszym cmentarzu Ohlsdorf.

## Filmografia

### Reżyser
- 1919 – Vzteklý ženich
- 1926 – Dobry wojak Szwejk
- 1930 – C. a k. polní maršálek
- 1931 – To neznáte Hadimršku
- 1932 – Na służbie u Sherlocka Holmesa
- 1933 – Hotel zakochanych
- 1934 – Dziadziuś
- 1935 – Knockout – Ein junges Mädchen, ein junger Mann
- 1935 – Kocham wszystkie kobiety
- 1935 – Kocham wszystkie kobiety
- 1937 – Pies Baskerville’ów
- 1937 – Důvod k rozvodu
- 1938 – Ducháček to zařídí
- 1938 – Milování zakázáno
- 1938 – Immer wenn ich glücklich bin...!
- 1939 – U pokladny stál
- 1939 – Place de la Concorde
- 1942 – Na tropie zbrodni

### Scenariusz
- 1919 – Vzteklý ženich
- 1921 – Otrávené svetlo
- 1925 – Latarnia (Lucerna)
- 1926 – Velbloud uchem jehly
- 1926 – Hraběnka z Podskalí
- 1933 – Dwanaście krzeseł
- 1936 – Der Schüchterne Casanova
- 1943 – Schweik's New Adventures

### Aktor
- 1919 – Vzteklý ženich
- 1921 – Przybysz z ciemności (Príchozí z temnot) jako Jesek Drazický
- 1923 – Młody Medardus (Der Junge Medardus) jako Franz
- 1924 – Helena Trojańska (Helena) jako Patroklos
- 1926 – Dobrý voják Švejk jako Palivec / nadporucznik Lukáš
- 1929 – Praskie szwaczki (Pražské švadlenky) jako Jeník
- 1932 – Raj podlotków (Kantor ideál) jako Karel Suchý
- 1938 – Milování zakázáno jako Tonny, bratanek i asystent Marka